# Quận Polk, Oregon
Quận Polk là một quận nằm trong tiểu bang Oregon. Nó được đặt tên để vinh danh James Knox Polk, vị tổng thống thứ 11 của Hoa Kỳ. Năm 2000, dân số của quận là 62.380. Quận lỵ là Dallas.

## Địa lý
Theo Cục điều tra dân số Hoa Kỳ, quận có tổng diện tích là 744 dặm vuông (1.927 km²) trong đó đất chiếm 741 dặm vuông (1.919 km²) và nước chiếm khoảng 3 dặm vuông (8 km²) hay 0,42%.

### Các quận giáp ranh
- Quận Yamhill, Oregon (bắc)
- Quận Marion, Oregon (đông)
- Quận Benton, Oregon (nam)
- Quận Lincoln, Oregon (tây)
- Quận Tillamook, Oregon (tây bắc)

## Lịch sử
Lập pháp Lâm thời Oregon thành lập Quận Polk từ Khu Yamhill vào ngày 22 tháng 12 năm 1845 bao gồm toàn phần tây nam Oregon ngày nay cho đến biên giới
California. Ranh giới của quận thay đổi nhiều lần vì việc thành lập các quận Benton và Lincoln.  Nhiều quận khác sau đó được tách ra từ các quận này khi các khu định cư mở rộng về phía nam, làm cho Quận Polk cách xa biên giới California qua nhiều quận.
Quận lỵ ban đầu là một khu định cư nằm ở bờ phía bắc Lạch Rickreall có tên gọi là Cynthian (hay còn được biết đến là Cynthia Ann). Năm 1852 các giới chức thành phố đặt tên Cynthian thànhDallas để vinh danh Phó tổng thống George M. Dallas là vị phó tổng thống dưới thời Tổng thống James Polk. Trong thập niên 1880 và 1890, có nhiều nỗ lực di dời quận lỵ đến Independence nhưng điều thất bại.

## Các cộng đồng

### Các thành phố hợp nhất
- Dallas
- Falls City
- Independence
- Monmouth
- Salem (mặc dù Salem gần như nằm hoàn toàn trong Quận Marion, tây Salem nằm bên kia Sông Willamette trong Quận Polk)
- Willamina (ở trong Quận Yamhill nhưng nằm trên ranh giới Quận Polk)

### Các cộng đồng chưa hợp nhấtvà nhữngnơi ấn định cho thống kê
- Buena Vista (một phố ma)
- Ellendale (một phố ma)
- Eola
- Grand Ronde
- Pedee
- Perrydale
- Rickreall
- Valsetz (một phố ma)
- Zena